# Cherbourg-Octeville
Cherbourg-Octeville (nekdanji Cherbourg) je mesto in občina v severozahodni francoski regiji Spodnji Normandiji, podprefektura departmaja Manche. Leta 1999 je imelo mesto 42.318 prebivalcev, 20 let pozneje pa le še 35.000. 

## Geografija
Kraj leži v Normandiji na severu polotoka Cotentin ob Rokavskem prelivu.

## Administracija
Cherbourg-Octeville je sedež treh kantonov:
- Kanton Cherbourg-Jugovzhod (del občine Cherbourg-Octeville: 13.181 prebivalcev),
- Kanton Cherbourg-Jugozahod, nekdanji Kanton Octeville (del občine Cherbourg-Octeville, občine Couville, Hardinvast, Martinvast, Saint-Martin-le-Gréard, Tollevast: 21.113 prebivalcev),
- Kanton Cherbourg-Severozahod (del občine Cherbourg-Octeville: 12.189 prebivalcev).

Mesto je prav tako sedež okrožja, v katerega so poleg njegovih vključeni še kantoni Barneville-Carteret, Beaumont-Hague, Bricquebec, Équeurdreville-Hainneville, Pieux, Montebourg, Quettehou, Saint-Pierre-Église, Saint-Sauveur-le-Vicomte, Sainte-Mère-Église, Tourlaville in Valognes s 190.973 prebivalci.

## Zgodovina
Cherbourg-Octeville je bil uradno ustanovljen 28. februarja 2000 z združitvijo predhodnjega Cherbourga z Octevilleom.
Med ameriško državljansko vojno 19. junija 1864 se je v bližini Cherbourga odvijala pomorska bitka med USS Kearsarge in CSS Alabama.
10. aprila 1912 je njegovo pristanišče bilo prva postaja čezoceanske ladje RMS Titanic po njenem izplutju iz Southamptona.
Bitka za Cherbourg se je bojevala v juniju 1944 po zavezniški invaziji v Normandiji in se končala z zavzetjem Cherbourga 30. junija.

## Znamenitosti
- Bazilika sv. Trojice iz 11. stoletja, zgrajena na zahtevo Viljema Osvajalca,
- opatija Notre-Dame du Vœu iz 12. stoletja,
- trdnjava na otoku Pelée (Fort de l'Île Pelée), zgrajena med 1777 in 1784,
- trdnjava Fort du Roule (muzej druge svetovne vojne),
- pomorski muzej Cité de la mer,
- pristanišče Cherbourg,

- kip Napoleona na konju.

## Pobratena mesta
- Bremerhaven (Nemčija),
- Coubalan (Senegal),
- Poole (Združeno kraljestvo),
- Sarh (Čad).